# Bryomima luteosordida
Bryomima luteosordida là một loài bướm đêm trong họ Noctuidae.